# 미들 텍사스 리그
미들 텍사스 리그(Middle Texas League)는 1914년부터 1915년까지 2년간 운영되었던 클래스 D 수준의 마이너 리그 베이스볼 리그로, 텍사스주를 연고지로 두고 있는 복수의 야구 팀이 참가했다. 1915년 시즌 중에 리그가 중단되어 다시 재개되지 않았다. 후일 미국 야구 명예의 전당에 헌액되는 키드 니콜스가 1914년에 템플 타이거스의 감독을 맡아 팀을 이끌었으며, 역시 후일 명예의 전당에 헌액되는 로스 영스 또한 1915년에 바틀릿 베어캐츠에서 선수로 뛴 경험이 있다.

## 역사
미들 텍사스 리그는 1914년에 클래스 D 수준의 마이너 리그로 시작되었으며, 리그 회장은 W.F. 블럼 주니어가 맡았다. 리그 시작 당시에는 여섯 개의 팀이 참가했는데, 텍사스주 바틀릿을 연고지로 한 바틀릿 베어캐츠, 벨턴을 연고지로 한 벨턴 브레이브스, 브렌햄을 연고지로 한 브렌햄 브루어스, 조지타운을 연고지로 한 조지타운 칼리지언스, 람파사스를 연고지로 한 람파사스 리조터스, 템플을 연고지로 한 템플 타이거스가 참가팀이었다.
미들 텍사스 리그의 첫 시즌은 1914년 5월 8일에 시작되었으며, 전기 리그와 후기 리그로 나뉘어 시즌이 진행되었다. 1914년 전기 리그 우승팀은 템플 타이거스, 후기 리그 우승팀은 벨턴 브레이브스였다. 최종 성적은 바틀릿 베어캐츠(22승 59패), 람파사스 리조터스(35승 51패), 벨턴 브레이브스(37승 47패), 브렌햄 브루어스(50승 34패), 조지타운 칼리지언스(50승 30패), 템플 타이거스(54승 27패)순으로 6위에서 1위를 차지했다. 정규 시즌 이후에 치러진 플레이오프에서는 벨턴 브레이브스가 템플 타이거스를 5승 1패로 꺾고 우승을 차지했다. 후일 미국 야구 명예의 전당에 헌액된 키드 니콜스는 1914년 시즌 템플 타이거스 선수단을 이끄는 감독을 역임했다.
1915년 시즌에는 훌렌 P. 로버트슨이 리그 회장이 되었으며, 리그의 두 번째 시즌은 1915년 4월 15일에 시작되었다. 시즌 중이던 5월 1일, 오스틴을 연고지로 두고 있던 오스틴 렙스(또는 레프리젠터티브스)가 홍수로 인해 오스틴을 떠나 테일러로 연고지를 옮겨 테일러 프로듀서스로 이름을 변경했다. 같은 해 6월 8일, 당시 15승 23패를 기록하고 있던 테일러 구단은 다시 브렌햄으로 이전했는데, 바로 전날에 브렌햄 브루어스가 해체되었기에 브렌햄을 연고지로 한 두 번째 팀이었다. 6월 7일에 브렌햄 브루어스와 슐렌버그 자이언츠는 해체되었다. 6월 19일에 이르러서는 리그 운영이 영구적으로 중단되었다. 이때까지의 최종 성적은 오스틴 레프리젠터티브스/테일러 프로듀서스/브렌햄 카이저스가 21승 36패, 바틀릿 베어캐츠가 29승 26패, 벨턴 브레이브스가 40승 19패, 브렌햄 브루어스가 12승 31패, 슐렌버그 자이언츠가 23승 18패, 템플 거버너스가 32승 27패를 기록했다. 벨턴 브레이브스는 전기 리그와 후기 리그를 모두 우승하며 리그 우승팀으로 남았다.
후일 명예의 전당에 헌액되는 로스 영스는 1915년 시즌 당시 18세의 나이에 바틀릿 소속으로 59경기를 소화하며 .264의 타율을 기록했다.

## 참가팀
| 구단명                                               | 연고지            | 홈구장               | 참가 기간     |
| ---------------------------------------------------- | ----------------- | -------------------- | ------------- |
| 오스틴 렙스 오스틴 레프리젠터티브스                  | 텍사스주 오스틴   | 리버사이드 파크      | 1915년        |
| 바틀릿 베어캐츠                                      | 텍사스주 바틀릿   | 바틀릿 베이스볼 파크 | 1914년~1915년 |
| 벨턴 브레이브스                                      | 텍사스주 벨턴     | 벨턴 베이스볼 파크   | 1914년~1915년 |
| 브렌햄 브루어스(1914~1915년) 브렌햄 카이저스(1915년) | 텍사스주 브렌햄   | 알려지지 않음        | 1914년~1915년 |
| 조지타운 칼리지언스                                  | 텍사스주 조지타운 | 알려지지 않음        | 1914년        |
| 람파사스 리조터스                                    | 텍사스주 람파사스 | 알려지지 않음        | 1914년        |
| 슐렌버그 자이언츠                                    | 텍사스주 슐렌버그 | 알려지지 않음        | 1915년        |
| 테일러 프로듀서스                                    | 텍사스주 테일러   | 로비슨 파크          | 1915년        |
| 템플 타이거스(1914년) 템플 거버너스(1915)            | 텍사스주 템플     | 알려지지 않음        | 1914년~1915년 |

## 시즌 성적 및 기록

### 1914년
| 구단명              | 승 | 패 | 승률 | 경기차 | 감독                                                          |
| ------------------- | -- | -- | ---- | ------ | ------------------------------------------------------------- |
| 템플 타이거스       | 54 | 27 | .667 | -      | 키드 니콜스                                                   |
| 조지타운 칼리지언스 | 50 | 30 | .625 | 3½     | 지미 캘러핸                                                   |
| 브렌햄 브루어스     | 50 | 34 | .595 | 5½     | 아이크 펜들턴                                                 |
| 벨턴 브레이브스     | 37 | 47 | .440 | 18½    | 레슬리 미첼 / L.B. 허바드 / 밥 하트 / 잭 포레스터 / 칼 캘러핸 |
| 람파사스 리조터스   | 35 | 51 | .407 | 21½    | 제시 에스틸 / 루크 로버츠                                     |
| 바틀릿 베어캐츠     | 22 | 59 | .267 | 32     | 로버트 라운트리 / 브룩스 고든                                 |

| 선수          | 소속 구단 | 부문 | 성적 | 선수          | 소속 구단 | 부문 | 성적           |
| ------------- | --------- | ---- | ---- | ------------- | --------- | ---- | -------------- |
| 프레드 웬드   | 조지타운  | 타율 | .380 | J. 림스       | 브렌햄    | 승리 | 14             |
| 엘리스 보게스 | 템플      | 득점 | 58   | 프랭크 울프럼 | 조지타운  | 승률 | .833(10승 2패) |
| 프레드 웬드   | 조지타운  | 안타 | 116  |               |           |      |                |
| 엘리스 보게스 | 템플      | 홈런 | 16   |               |           |      |                |

### 1915년
| 구단명                                            | 승 | 패 | 승률 | 경기차 | 감독                        |
| ------------------------------------------------- | -- | -- | ---- | ------ | --------------------------- |
| 벨턴 브레이브스                                   | 40 | 19 | .678 | -      | 찰스 로슨                   |
| 템플 거버너스                                     | 32 | 27 | .542 | 8      | 루서 벌레슨 / 프랭크 로저스 |
| 바틀릿 베어캐츠                                   | 29 | 26 | .527 | 9      | 아이크 펜들턴               |
| 오스틴 렙스 / 테일러 프로듀서스 / 브렌햄 카이저스 | 21 | 36 | .368 | 18     | 잭 스나이프스 / 빌리 디시   |
| 슐렌버그 자이언츠                                 | 23 | 18 | .561 | -      | J.M. 로빈스                 |
| 브렌햄 브루어스                                   | 12 | 21 | .279 | -      | 아서 윅스 / 존 툴러         |

| 선수           | 소속 구단 | 부문 | 성적 | 선수          | 소속 구단 | 부문   | 성적             |
| -------------- | --------- | ---- | ---- | ------------- | --------- | ------ | ---------------- |
| 러스 브로      | 테일러    | 타율 | .358 | 니모 게인스   | 벨턴      | 승리   | 13               |
| R. J. 윌리엄슨 | 벨턴      | 득점 | 49   | 레이 프랜시스 | 템플      | 탈삼진 | 106              |
| R. J. 윌리엄슨 | 벨턴      | 안타 | 79   | H. A. 데니스  | 벨턴      | 승률   | 1.000(11승 무패) |
| 톰 오스본      | 템플      | 홈런 | 11   |               |           |        |                  |

## 명예의 전당 헌액자
- 키드 니콜스 - 템플(1914년), 1949년 헌액[30]
- 로스 영스 - 바틀릿(1915년), 1972년 헌액[18]